# Cantón de Ribeauvillé
El cantón de Ribeauvillé era una división administrativa francesa, que estaba situada en el departamento de Alto Rin y la región de Alsacia.

## Composición
El cantón estaba formado por diez comunas:
- Bergheim
- Guémar
- Hunawihr
- Illhaeusern
- Ostheim
- Ribeauvillé
- Rodern
- Rorschwihr
- Saint-Hippolyte
- Thannenkirch

## Supresión del cantón de Ribeauvillé
En aplicación del Decreto n.º 2014-207 de 21 de febrero de 2014, el cantón de Ribeauvillé fue suprimido el 22 de marzo de 2015 y sus 10 comunas pasaron a formar parte del nuevo cantón de Sainte-Maire-aux-Mines.